# 1592 a tudományban
Az 1592. év a tudományban és a technikában.

## Események
- Galileo Galilei feltalája a termoszkópot.

## Születések
- január 22. – Pierre Gassendi francia matematikus, csillagász, teológus és filozófus († 1655)
- április 22. – Wilhelm Schickard német matematikus, hebraista, az első mechanikus számológép tervezője († 1635)